# Palazzo Pubblico (San Marino)
Palazzo Pubblico (italsky doslova Veřejný palác) je radnice města San Marina a zároveň oficiální vládní budova. Budova, v níž se konají oficiální státní ceremonie, je také sídlem hlavních sanmarinských vládních a administrativních úřadů: sídlí zde sanmarinští kapitáni-regenti, Velká rada, Rada dvanácti a Státní rada.

## Popis

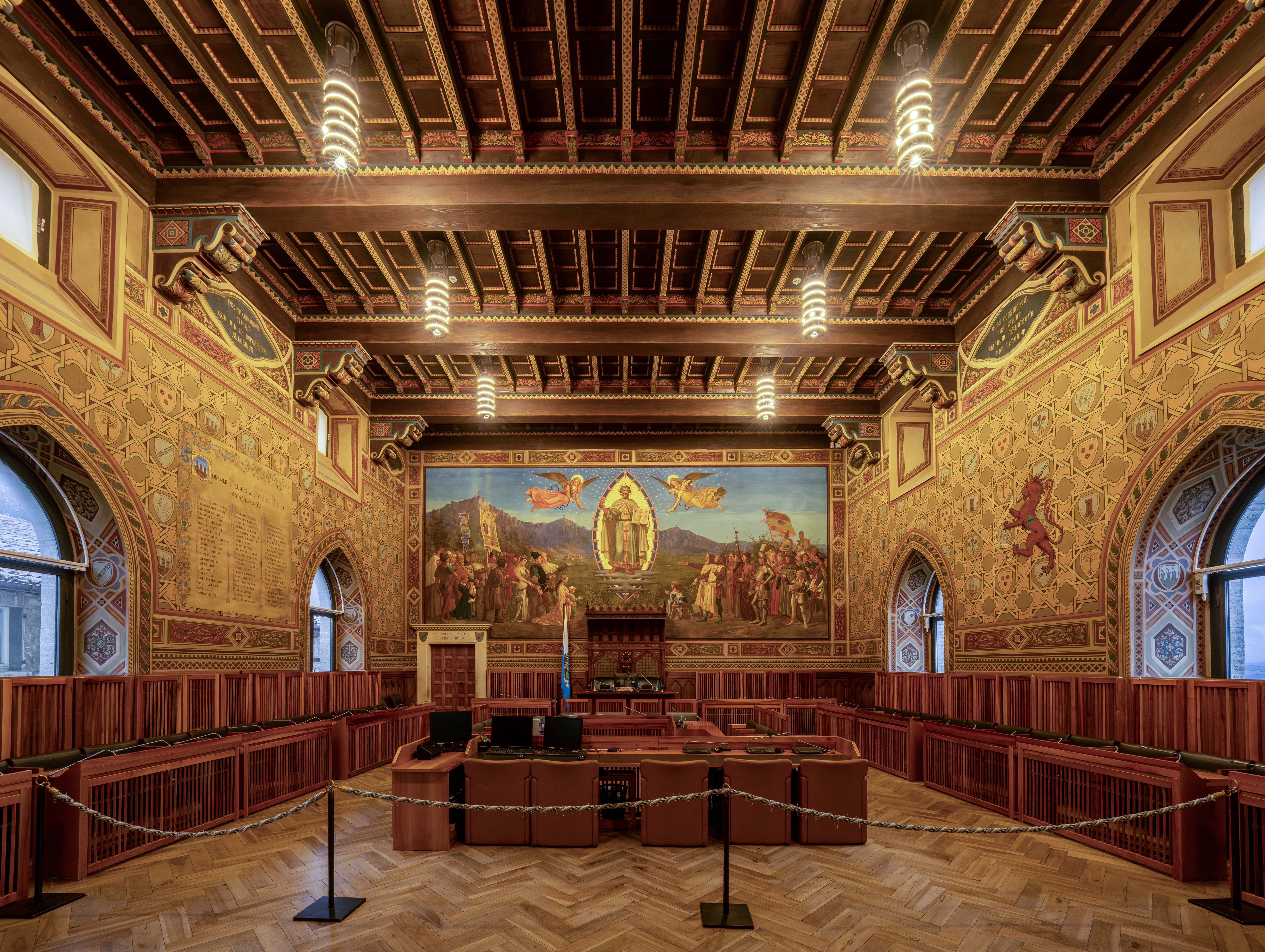
Zasedací místnost Velké rady

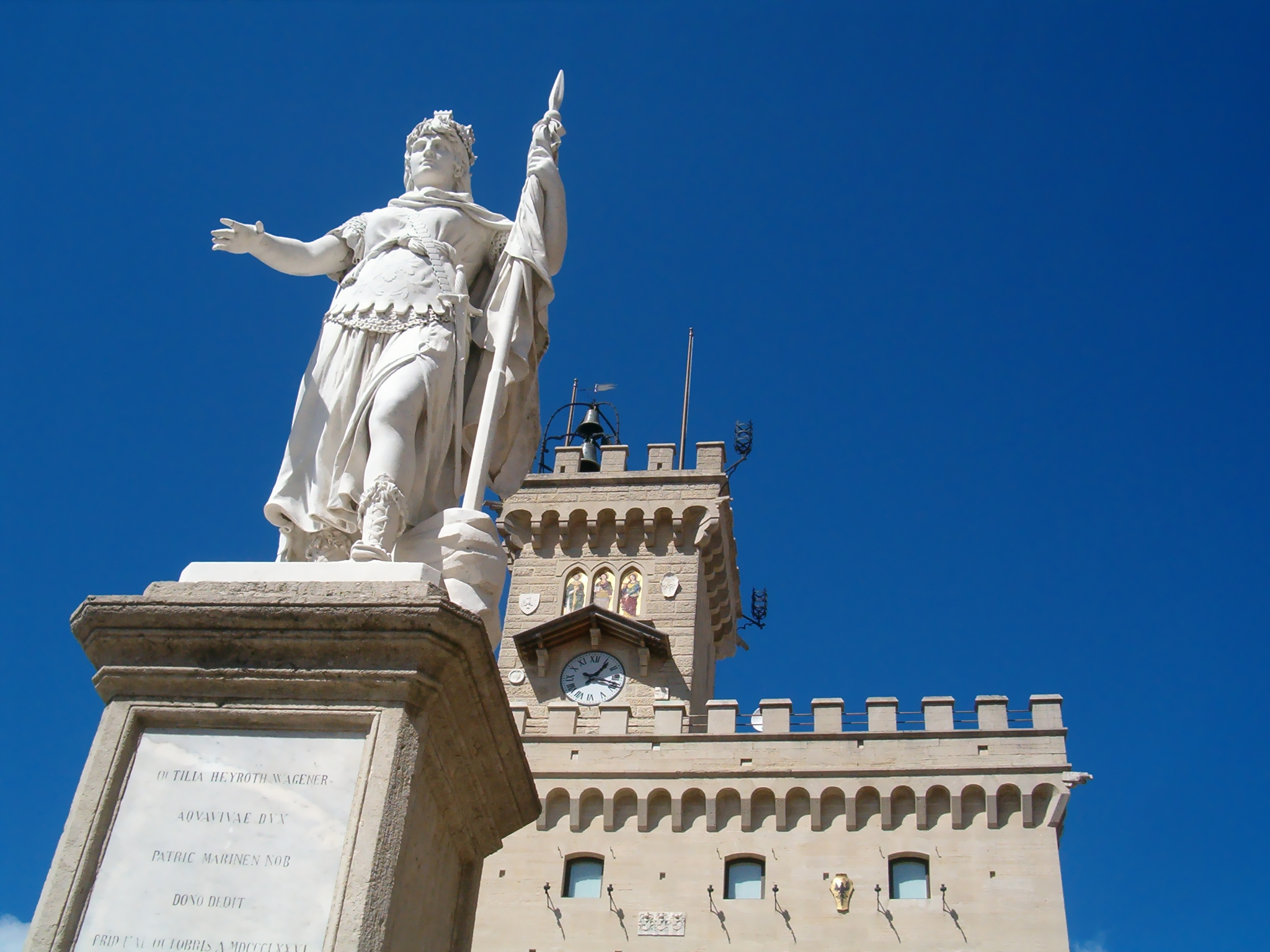
Socha svobody před palácem

Nejvyšší část hlavní budovy a hodinová věž jsou zdobené cimbuřím na předsunuté řadě konzol. Celkové vzezření budovy připomíná Palazzo Vecchio ve Florencii, ovšem v daleko menším měřítku.
Na místě původní starší zvané Domus Magna Comunis, stojí současná budova, navržená římským architektem Francescem Azzurrim a postavená v letech 1884 až 1894. Po stu let své existence přestala odpovídat současným bezpečnostním požadavkům, proto byla provedena celková rekonstrukce, kterou v roce 1996 provedla mezinárodně uznávaná architektka Gae Aulentiová.